# اوبرلبرت
اوبرلبرت (به آلمانی: Oberelbert) یک شهر در آلمان است که در وستروالدکرایس واقع شده‌است. اوبرلبرت ۱٬۰۹۵ نفر جمعیت دارد.